# Mesterskab
Et mesterskab er det man tildeles, når man har vundet en turnering. Der afholdes mesterskaber i alle sportsgrene. Mesterskaber kan både være regionale, nationale og internationale. Som udøver skal man normalt kvalificere sig til at deltage i et mesterskab. Dette kan ske ved at man opnår gode resultater i andre turneringer. 
Der afholdes ikke verdensmesterskaber i alle sportsgrene, da mange sportsgrene kun dyrkes i få lande. Eksempelvis sejles der ikke meget i folkebåd uden for Norden, så i denne bådklasse er det nordiske mesterskab det vigtigste mesterskab.[kilde mangler]
| Sport | Spire Denne artikel om sport er en spire som bør udbygges. Du er velkommen til at hjælpe Wikipedia ved at udvide den. |